# Calle de Easo
La calle de Easo es una vía pública de la ciudad española de San Sebastián.

## Descripción

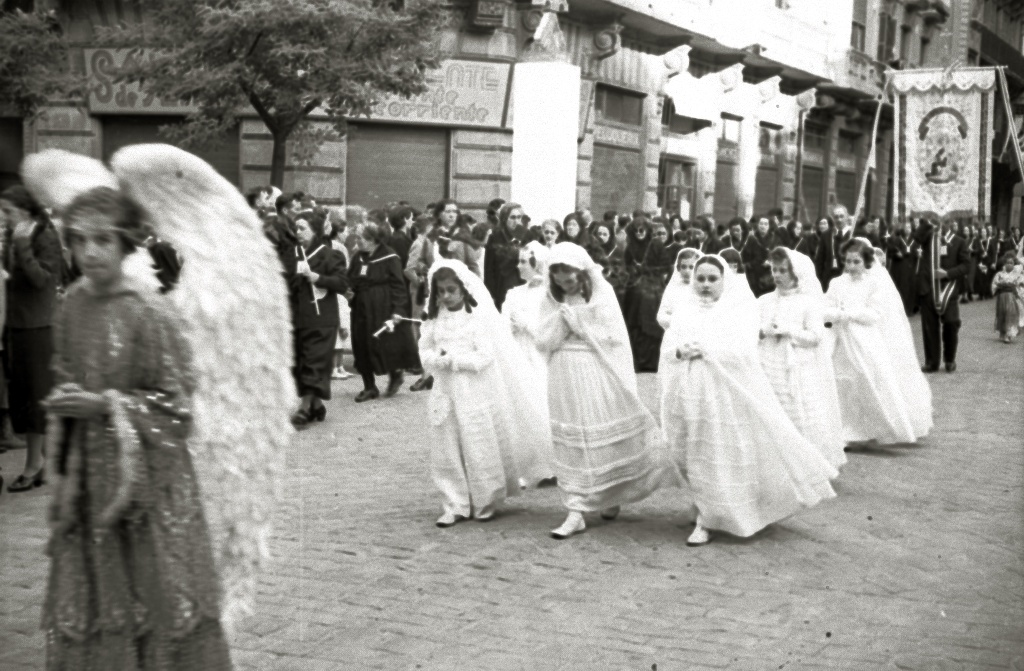
Una procesión religiosa recorre la calle en una fotografía tomada por Pascual Marín en 1938

La vía, que ostenta el título actual desde septiembre de 1866, nace de la avenida de la Libertad y discurre hasta llegar a la plaza del Centenario, donde confluye con el paseo de Errondo y la avenida de Sancho el Sabio. Tiene cruces con la confluencia de la calle de San Marcial con la de Zubieta, con la de Arrasate, la de San Martín, la de San Bartolomé, la de Urdaneta, la de Larramendi, la plaza con la que comparte título, la calle de Moraza y la de Pedro Egaña. Habiéndose identificado —de forma errónea— la antigua ciudad de Oiasso con San Sebastián, el apelativo de «bella Easo» ha sido común a lo largo de los años para referirse a la actual urbe. Aparece descrita en Las calles de San Sebastián (1916) de Serapio Múgica Zufiria con las siguientes palabras:

Calle de Easo.—Los antiguos Geógrafos Estrabón, Mela, Plinio y Ptolomeo, hablan de una ciudad llamada Olearso, Olarso, Oeaso, Easo, situada en tiempo de los romanos en esta parte fronteriza de Guipúzcoa. Se ha creído por algunos, que dicha ciudad romana tenía su asiento en donde actualmente se halla San Sebastián, y empezaron a denominar la bella Easo a esta población, y aunque nuevos estudios han comprobado que la situación geográfica de la ciudad de Easo, no corresponde a los 43 grados y 19 minutos de latitud Septentrional y 1 grado, 41 minutos, 30 segundos de longitud Este del Meridiano de Madrid, en que se halla colocada la capital de Guipúzcoa, se sigue sin embargo denominándola de aquel modo, por estimar, sin duda, más poético y grato al oído, especialmente cuando se trata de ensalzar las excelentes condiciones de esta urbe. De ahí proviene también que se llamen Easonenses a los nacidos en la ciudad.

Se ha querido conservar este recuerdo al rotular «Calle de Easo» a una de sus vías, por acuerdo de 12 de Septiembre de 1866. El 18 de Septiembre de 1916 se habla de la confusión que resulta a consecuencia de llamarse de igual modo a la calle y a la plaza que hay en ella, y se dice que la Comisión de Gobernación estudiará el asunto. De nuevo el 20 de Agosto de 1913 se denuncia lo mismo y pasa a estudio de las Comisiones de Gobernación y Obras.
(Múgica Zufiria, 1916, p. 26)